# 글리아딘

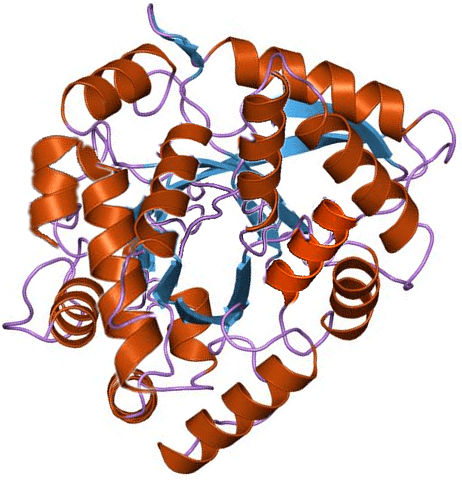
글리아딘

글리아딘(gliadin)은 글루텐의 한 성분이다.
글루텐의 구성 성분인 글리아딘은 빵을 굽는 동안 빵이 제대로 부풀어 오르도록 하는 데 필수적이다. 글리아딘과 글루테닌은 밀 종자의 글루텐 부분의 두 가지 주요 구성 요소이다. 이 글루텐은 밀가루와 같은 제품에서 발견된다. 글루텐은 글리아딘과 글루테닌 사이에 고르게 분포되어 있지만 출처에 따라 차이가 있다.
글리아딘과 글루테닌은 모두 수용성이 아니지만 글리아딘은 70% 수성 에탄올에 용해된다. 셀리악(또는 셀리악)병에서 신체가 견딜 수 없는 세 가지 주요 유형의 글리아딘(α, γ 및 ω)이 있다. 이 질병의 진단은 최근에 개선되고 있다.
글리아딘은 장 상피를 통과할 수 있다. 글루텐 함유 식품을 섭취하는 건강한 인간 어머니의 모유는 높은 수준의 분해되지 않은 글리아딘을 보인다.

## 같이 보기
- 글루테닌
- 글루텐 민감증